# Хефестион
Хефестион (грч. Ἡφαιστίων, око 356—324. п. н. е.) је био највећи и најближи пријатељ Александра Великога и македонски војсковођа. Као Александров пријатељ од раног детињства, телохранитељ и командант елитне јединице коњаника пратилаца. Александар га је поставио за хилијарха, формално другога у заповедништву. Изненада је 324. п. н. е. умро у Екбатани. Александар је био тешко погођен његовом смрћу, па је потрошио огромно богатство на његову сахрану.

## Александров пријатељ од детињства
Хефестион је рођен око 356. п. н. е. Око 343. п. н. е. постао је један од краљевских пажева и слушао је Аристотелова предавања у Мијези заједно са Александром. Био је изузетно близак са Александром. Када је након битке код Иса заробљена Даријева мајка, она је клекла пред Хефестионом, мислећи да је он краљ. Александар је на то рекао да је и он Алексанадар. Кратер се такмичио да задобије Александрову наклоност, али Александар је рекао да га Кратер воли као краља, а Хефестион као Александра. Чак је и Александрова мајка Олимпијада постала љубоморна на Хефестиона, да му је чак и претила, али Хефестион је знао она не може ништа.

## Први дипломатски задаци
Хефестионова каријера није била само војна. Он се одмах ангажовао на разним специјалним мисијама, понекад дипломатским, а понекад техничким. Након битке код Иса Александар је кренуо дуж обале Феникије и након опсаде заузео је Тир. Хефестион је тада добио задатак да нађе прихватљивога краља Тира. Задатак је јако добро обавио јер је становништво било задовољно са новим краљем. Током 331. п. н. е. примио је Демостеновога изасланика, који је покушао да се измири са Александром. Према мишљењу Ендру Чага дипломатска активност између Демостена и Хефестиона имала је касније корисне последице за Александра. Чаг сматра да је на тај начин Македонија спашена за време побуне Агиса III 331. пре н. е, јер се тада Атина није придружила Агисовој побуни.

## Један од телохранитеља (ађутаната)
Након опсаде Тира Александар је флоту поверио Хефестиону. Задатак је био да се крећу према Гази. Била је то мешовита флота разних нација, па је требало стрпљења да би се флота одржала заједно. У бици код Гаугамеле 331. п. н. е. Хефестион је командовао телесном гардом и био је рањен. Када је Хефестион тачно постао телохранитељ није познато. Треба напоменути да то нису били телохранитељи у модерном значењу те речи, него фактички краљеви ађутанти. Након Гаугамеле Александар је намеравао да се помири са Персијанцима, а Хефестион га је подржавао у таквој непопуларној политици.

## Заповедник коњаника пратилаца
Неколико војника је планирало заверу против Александра, а командант коњаника пратилаца Филота Парменионов није пренио Александру поруку о претећој завери. Када су обавестили Александра о свему он је ухапсио и заверенике и Филоту. Према Курцију Руфу одлуку о Филоти донела је скупштина од 6.000 Македонаца. Казнили су га на смрт. Међутим Хефестион, Кратер и Коин су инсистирали да се Филота пре тога мучи. Након убиства Филоте његова позиција је била упражњена, па су заповедници коњаника пратилаца постали Хефестион и Клит Црни. Клит Црни је за разлику од Хефестиона био искусан официр. Након свађе између Александра и Клита Црнога Александар је у пијаном стању убио Клита, па је након тога дуго жалио због свога чина. Хефестион је након тога постао једини командант коњаника пратилаца.

## Значајан по неборбеним задацима
Током сукоба у средњој Азији, у Согдијани и Бактрији јединица коњаника пратилаца више није имала онај значај као у великим биткама. У Согдијани и Бактрији се углавном водио герилски рат, па је јединица подељена на мање делове, од којих је сваки деловао независно. Хефестион није показивао способности изванреднога генерала, али зато је успешно обављао многе корисне неборбене задатке. Његов први задатак у Согдијани је био да успоставља локалне насеобине. Циљ је био да се тим насеобинама гарантује лојалност локалног становништва, а да се са друге стране успостави комуникацијска мрежа у том подручју. Александар га је често слао на сличне задатке оснивања градова, грађења мостова и осигуравања комуникација.

## Прелазак у Индију
У пролеће 327. п. н. е. Александар је кренуо у Индију и војску је поделио на два дела. Александар је повео један део војске севернијим путем у Сват долину, а Хефестион и Пердика су повели други део војске долином реке Кабул и преко Кајберског прелаза. Кајберски прелаз су прешли у пролеће 326. п. н. е. Покорио је подручје Пеукелаотиса и дошао је до реке Инд, где је изградио мост. У бици код Хидаспа 326. п. н. е. учествовао је на левом крилу. Командовао је коњицом, али био је под под Александровом командом. Након победе над Пороm Александар је Пору дао да влада својим краљевством и додао му територије његовога рођака. Хефестион је био упућен у мисију да се те територије предају Пору. Хефестион је основао неколико градова или насеља у Индији.

## Гради Паталу
Док су се спуштали бродовима низ реку Инд Александар је поделио копнену војску на два дела. Хефестион је командовао већим делом и ишао је источном обалом, а Кратер се спуштао уз западну обалу реке. Тада су већ Кратер и Хефестион били посвађани. Касније је Александар послао Кратера према Арахозији и Дрангијани. Када су дошли до делте Инда Александар је наредио Хефестиону да ту изгради град Паталу. Када се вратио дао је Хефестиону задатак да утврди луку и да изгради пристаниште. Неарх је ту изградио велику флоту, која је требало да послужи за транспорт војске до Вавилона. Хефестион је ишао са Александром и прешао је мучан пут преко Гедросијске пустиње до Карманије.

## Свадба у Сузи
Када су сви стигли у Сузу ту је одржано велико славље. Ту је Хефестион добио златну круну, као и остали телохранитељи. У Сузи је одржано велика масовна свадба Александра и његових генерала са персијским принцезама. Александар се оженио Даријевом ћерком Статејром, а Хефестион се оженио Даријевом млађом ћерком Дрипетом. Александар је желио да његова и Хефестионова деца на тај начин буду најближи рођаци. Остали су се оженили принцезама нешто нижег ранга. Кратер се оженио Амастрином, ћерком Даријева брата, а Пердика ћерком од Атропата. Птолемеј и Еумен су се оженили ћеркама Артабаза. Неарх се оженио ћерком од Барсине, а Селеук ћерком од Спитамена.

## Смрт у Екбатани
У Екбатани је Александар организовао музичка и гимнастчка такмичења. Одржавао је и велике пијанке са својим пратиоцима. У то време Хефестион се разболио. Иначе је живео јако неуредно. И кад се разболио није послушао свога доктора, него је попио велики бокал вина и појео кувана петла, тако да је само погоршао своје стање. Умро је након седмодневне грознице.

## Александрова жалост
Александар је био толико жалостан као да је погубио разум, па је наредио да се свима коњима и магарцима остриже грива. Трошкови Хефестионове сахране процењују се на 10.000 до 12.000 таланата. (То би по данашњој вредности злата, мај 2010 износило 820 милиона евра). Александар је наредио да се угаси персијска света ватра, а она се гасила само кад умру краљеви.